# My Mistake (Was to Love You)
«My Mistake (Was to Love You)» (с англ. — «Моей ошибкой (было любить тебя)») — песня, записанная американскими исполнителями Дайаной Росс и Марвином Гэем для их совместного студийного альбома Diana & Marvin в 1973 году. Авторами песни стали Глория Джонс и Пэм Сойер. Примечательно, что Сойер была автором сингла Росс «Last Time I Saw Him», которая выбыла из чарта прямо перед тем, как в него вошёл данный сингл. Спродюсировал запись Хэл Дэвис.
Песня была выпущена как сингл в 1974 году и смогла достичь 15-м места в чарте Hot Soul Singles и 19-м в чарте Billboard Hot 100. В Канаде песня заняла 16 место.

## Позиции в хит-парадах
Еженедельные чарты:
| Чарт (1974)                           | Пиковая позиция |
| ------------------------------------- | --------------- |
| Канада (RPM Top Singles)              | 16              |
| США (Billboard Hot 100)               | 19              |
| США (Billboard Hot R&B/Hip-Hop Songs) | 15              |
| США (Cash Box Top 100)                | 20              |

Годовые чарты:
| Хит-парад (1974)                | Позиция |
| ------------------------------- | ------- |
| США (Billboard Top Pop Singles) | 92      |